# Åbo Underrättelser
Åbo Underrättelser — старейшая шведоязычная газета Финляндии, выходящая в Турку.

## История
Газета была основана Кристианом Людвигом Йельтом в 1823 году в Або, а первый номер вышел 3 января 1824 года. В настоящее время выходит с периодичностью 5 номеров в неделю (со вторника по субботу).
На 2009 год тираж газеты составлял 7562 экземпляра.